# Lançamento contábil

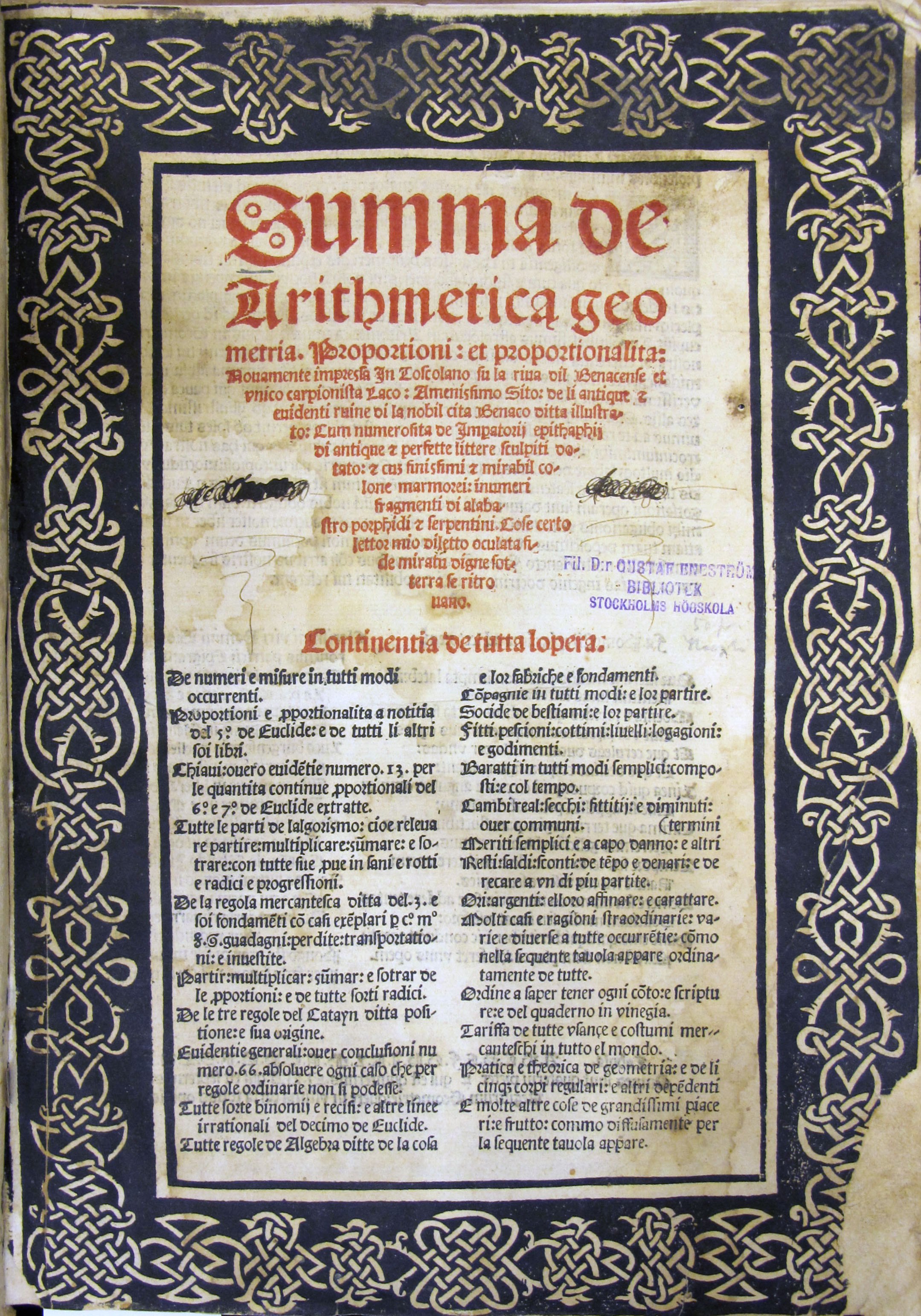
Summa de arithimetica, geometrica, proportioni et proportionalitá, do frei franciscano Luca Pacioli

O termo Lançamento Contábil foi criado para usar na contabilidade, que significa o registro dos fatos contábeis que acontecem diariamente em uma entidade. Os lançamentos tem como base o método de partidas dobradas, que se refere a débitos e créditos, na qual são registrados os lançamentos das notas de compra, de venda, e todas as demais mudanças que ocorrem em uma determinada empresa, sempre obedecendo uma ordem cronológica dos eventos ocorridos e determinadas regras. 

## Origem
Em 1494, foi publicado em Veneza o primeiro livro que descrevia o sistema de partidas dobradas, intitulado Summa de arithimetica, geometrica, proportioni et proportionalitá, do frei franciscano Luca Pacioli. Era um tratado de matemática, porém, tinha uma seção sobre o sistema de escrituração por partidas dobradas chamada Particularis de Computis et Scripturis, em que, Pacioli apresentava o raciocínio em que se baseavam os lançamentos contábeis. Sendo estes ainda relevantes e usados na contabilidade hoje em dia. 

## Débitos e Créditos
A essência do método de partidas dobradas, é que no registro de qualquer operação, um débito (em uma ou mais contas) deve ter um crédito equivalente (em uma ou mais contas), de forma que a soma dos valores debitados e dos creditados sejam iguais.
Os elementos que compõem o Ativo (Bens e Direitos) estão no lado esquerdo do Balanço Patrimonial. Os elementos do Passivo (Obrigações; Capital de terceiros) e do Patrimônio líquido (Capital Próprio) estão no lado direto do Balanço. Desta forma, um lançamento em Débito numa conta de ativo, aumenta o seu valor, enquanto que um lançamento em Crédito diminui o seu valor. Com as contas de passivo e patrimônio líquido ocorre o inverso do que acontece com as de ativo. As contas de resultado (Receitas que são entradas de elementos para o ativo e Despesas que é o consumo de bens e serviços) fazem variar o patrimônio líquido, e seguem o mesmo mecanismo de débito e crédito.
| CONTAS             | Efetua-se um lançamento a: | Efetua-se um lançamento a: |
| CONTAS             | Débito                     | Crédito                    |
| De                 | Para                       | Para                       |
| Ativo              | Aumentar                   | Diminuir                   |
| Passivo            | Diminuir                   | Aumentar                   |
| Patrimônio líquido | Diminuir                   | Aumentar                   |

## Elementos de um Lançamento Contábil
O processo do lançamento contábil se dá desde a construção de uma empresa, abordando todos os vínculos e cálculos trabalhistas, compra de mercadorias, venda de mercadorias, prestações de serviços e até o fechamento da mesma. Este registro feito por contadores influência no andamento da empresa e faz com que se tenha um controle sobre o que está sendo realizado, podendo ser analisado através das demonstrações contábeis que são os relatórios desses lançamentos, feitos mensalmente, anualmente ou como a entidade achar que seja a melhor forma.
Todos os lançamentos devem possuir os seguintes elementos:
- Local e Data de ocorrência do Evento;
- Conta(s) Debitada(s);
- Conta(s) Creditada(s);
- Histórico do Evento;
- Valor da Operação (em moeda). [3]

## Exemplo
Exemplo simplificado de lançamento contábil:
A Alfa. S.A é um comércio de flores localizada em Santa Catarina e no dia 19/02/202X apresentava assim o seu balanço patrimonial:
| Alfa S.A Balanço Patrimonial em 20/02/202X |               |                    |               |
| Ativo                                      | Ativo         | Passivo            | Passivo       |
| Ativo circulante                           |               | Passivo circulante |               |
| Caixa                                      | 90.000,00     | Fornecedores       | 10.000,00     |
| Mercadorias para revenda                   | 20.000,00     |                    |               |
|                                            |               | Patrimônio líquido |               |
|                                            |               | Capital Social     | 100.000,00    |
| Total                                      | R$ 110.000,00 | Total              | R$ 110.000,00 |

A Alfa. S.A adquire um veículo, a vista, em 20/02/202X, da Beta automóveis S.A, também localizada em Santa Catarina. A empresa já recebe o veículo no momento da transação.

Lançamento contábil:
D: Veículo (ANC)*
C: Caixa (AC)**          R$ 40.000,00

* ANC – Ativo não circulante
** AC – Ativo circulante

Balanço Patrimonial após lançamento:
| Alfa S.A Balanço Patrimonial em 20/02/202X |               |                    |               |
| Ativo                                      | Ativo         | Passivo            | Passivo       |
| Ativo circulante                           |               | Passivo circulante |               |
| Caixa                                      | 50.000,00     | Fornecedores       | 10.000,00     |
| Mercadorias para revenda                   | 20.000,00     |                    |               |
| Ativo não circulante                       |               | Patrimônio líquido |               |
| Veículo                                    | 40.000,00     | Capital Social     | 100.000,00    |
| Total                                      | R$ 110.000,00 | Total              | R$ 110.000,00 |